# مغور، منطقه مسکونی
مغور (به لاتین: Almagor) یک منطقهٔ مسکونی در اسرائیل است که در Emek HaYarden Regional Council واقع شده‌است.